# Танагра цяткована
Тана́гра цяткована (Ixothraupis guttata) — вид горобцеподібних птахів родини саякових (Thraupidae). Мешкає в Центральній і Південній Америці.

## Опис

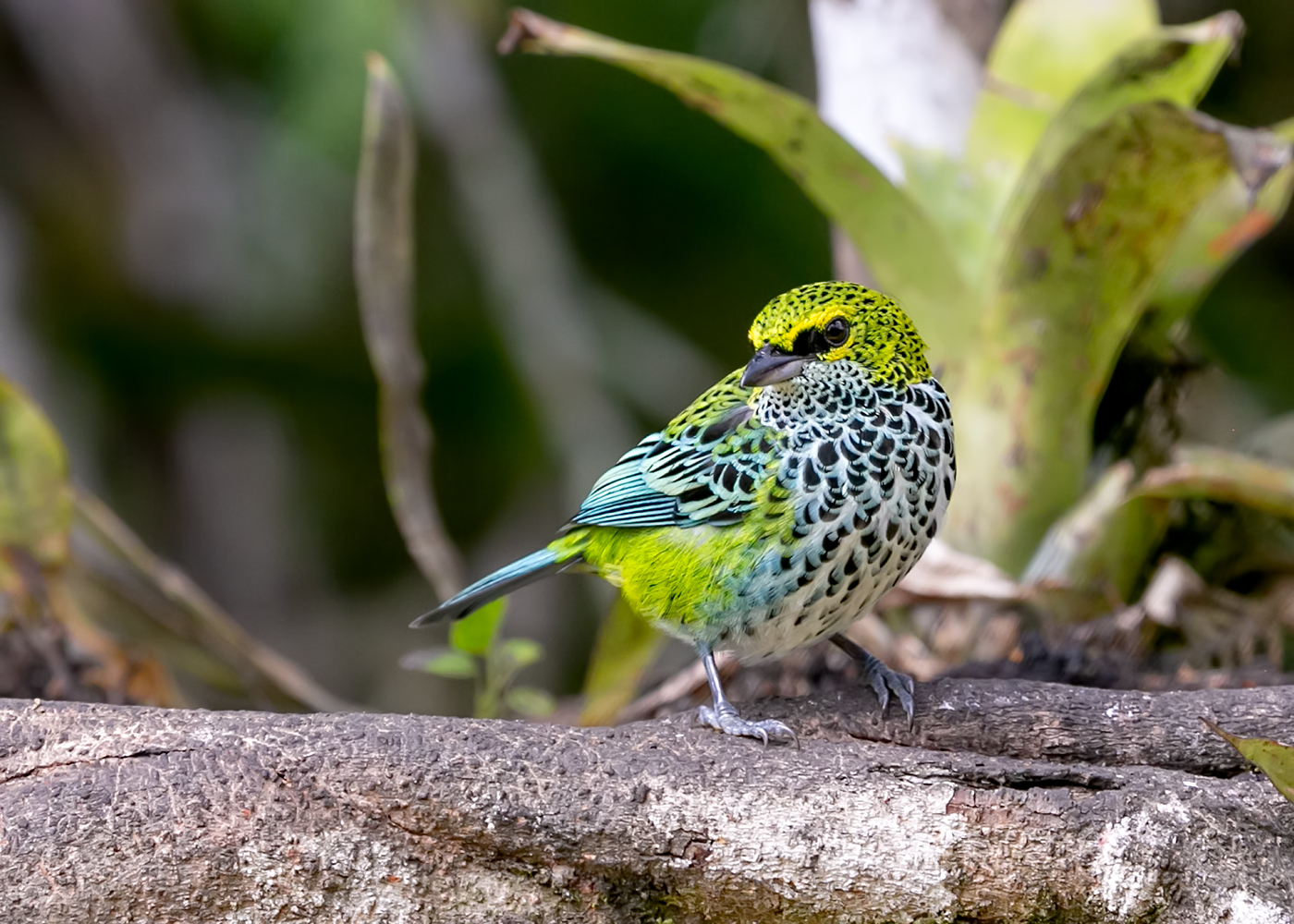
Самець цяткованої танагри

Довжина птаха становить 13 см, вага 18-20 г. Верхня частинам голови яскраво-жовта, шия жовто-зелена, спина і надхвістя скраво-зелена. Верхня частина тіла поцяткована чорним лускоподібним візерунком, на спині він більш виражений. Навколо очей світло-жовті кільця, під очима світло-жовті смуги, від дзьоба до очей ідуть широкі чорнуваті смуги. Крила і хвіст чорні, пера на них мають бірюзові і білі края. Горло, живіт і груди білуваті, сильно поцятковані чорними лускоподібними плямами, які можуть мать світло-бірюзові края. Боки і гузка жовто-зелені, чорні плями на них є менш виражені. Забарвлення самиць загалом є подібним до забарвлення самців, однак є дещо менш яскравим. Крім того, тім'я у них жовто-зелене, а не жовте, а чорні плямки на нижній частині груей є помітно менш вираженими. Дзьоб міцний, конічної форми, зверху чорний, знизу сріблястий, на кінці більш темний. Очі темно-карі, лапи сірі.

## Підвиди
Виділяють шість підвидів:
- I. g. eusticta (Todd, 1912) — Карибські схили Коста-Рики і західної Панами;
- I. g. tolimae (Chapman, 1914) — східні схили Центрального хребта Колумбійських Анд (Толіма);
- I. g. bogotensis (Hellmayr & Seilern, 1912) — Анди на півночі Колумбії та на північному заході Венесуели;
- I. g. chrysophrys (Sclater, PL, 1851) — гори на півночі Венесуели (Прибережний хребет) і тепуї на півдні Венесуели, крайній північний захід Бразилії (Сьєрра-де-Курупіра[es]);
- I. g. guttata (Cabanis, 1851) — тепуї на південному сході Венесуели, на півночі Бразилії (Рорайма) і локально в Гаяні, Суринамі (Тафельберг[en], гори Вільгельміна) і Французькій Гвіані;
- I. g. trinitatis (Todd, 1912) — гори на півночі острова Тринідад (Північний хребет[en]).

## Поширення і екологія
Цятковані танагри мешкають в Коста-Риці, Панами, Колумбії, Венесуелі, Гаяні, Суринамі, Французької Гвіани, Бразилії і на Тринідаді і Тобаго. Вони живуть в кронах вологих рівнинних і гірських тропічних лісів, на узліссях, в садах і на плантаціях, уникають відкритих просторів. Зустрічаються парами або невеликими зграйками, переважно на висоті від 700 до 1500 м над рівнем моря. Живляться ягодами і плодами, а також дрібними комахами. Сезон розмноження триває з середини квітня по червень. Гніздо робиться з листя і рослинних волокон, розміщується на висоті від 3 до 6 м над землею. В кладці 2 білих яйця, поцяткованих бурими плямками. Інкубаційний період триває 13 днів, пташенята покидають гніздо через 15 днів після вилуплення. Насиджують лише самиці, за пташенятами доглядають і самиці і самці. Цяткованим танаграм притаманний колективний догляд за пташенятами, коли батькам допомагають молоді птахи з минулорічних виводків.